# 赵北克
赵北克（1918年3月29日—2001年4月25日），男，辽宁沈阳人，中华人民共和国政治人物。

## 生平
抗日战争期间，曾任灵邱县县长、第十七专署副专员、辽北省第一专署专员，后改任嫩南行政公署秘书长，嫩江省第四专署专员、嫩江省政府民政厅厅长。
中华人民共和国成立后，任本溪煤铁公司副经理、鞍山钢铁副经理、鞍山建设公司经理，鞍山市第一副书记；后调任酒泉钢铁公司党委书记兼经理，中共酒泉市委第一书记、酒泉市人民委员会市长；再调武汉钢铁公司党委书记。1964年，任国家经委委员，后改国家建委副主任。
2001年去世。